# Rejectaria chisena
Rejectaria chisena är en fjärilsart som beskrevs av William Schaus 1906. Rejectaria chisena ingår i släktet Rejectaria och familjen nattflyn. Inga underarter finns listade.